# 怒首领蜂
《怒首領蜂》是CAVE开发的街机纵向卷轴STG。1997年开始开发。发行商是Atlus。
这部作品是前作《首领蜂》的续作。
本作包含的“躲避敌人射击出来的子弹”这种射击游戏的基本要素是极端的高的，在同一画面中最大245发子弹的惊人的数量和有能在那间隙中穿过的极端的小的判定的自机成功引起了话题，成了大热门的作品。到现在，这部游戏也是在“弹幕系STG”占据金字塔尖的作品。
此外，主角的上司、首领斯巴里茨·隆格纳大佐在2周目的第7面序盘里所说的经典台词“还是去死吧。（死ぬがよい。）”，也成了本系列象征性的台词，而在续作《怒首领蜂 大往生》的PlayStation 2版本中，也采用了这句话。这是激发人们对高难度的挑战欲望的知名的宣传语啊。
“IKD”的池田恒基在对专门志《月刊ARCADIA》投稿的评论中也回顾到，如果是在本作没有受到市场的接受的情况下，他就考虑从游戏业界隐退了。
本条目还要关于iApp《怒首领蜂 零》进行解说。

## 系列阵容
系列阵容如下。
- 首領蜂（日语：首領蜂）
- 怒首領蜂
- 怒首領蜂II（日语：怒首領蜂II）
- 怒首領蜂大往生（日语：怒首領蜂大往生）
  - 怒首領蜂大往生 BLACK LABEL
  - STAR SOLDIER vs 怒首領蜂 大往生
- 怒首领蜂 零
- 怒首領蜂 大复活（日语：怒首領蜂 大復活）
  - 怒首領蜂 大复活 BLACK LABEL
- DODONPACHI MAXIMUM（日语：DODONPACHI MAXIMUM）
- 怒首領蜂最大往生（日语：怒首領蜂最大往生）

## 剧情
在前作《首领蜂》中进行的“演习战争”在花费了七年的岁月之后终于终结了。在这场战争中取得胜利的最强的士兵们，被民众用“首领蜂”（只会服从首领命令行事的工蜂）的称呼来揶揄、蔑视。
在那之后经过了更漫长的岁月之后的时候，守护星团外周的第七星团舰队的联络突然断绝了，而在那同时，自称为“机械化行星人”的未知的军队也来袭了。军队用大舰队来应战他们，但陷入了全然不敌的绝望的战况。在这种情况之下，根据首领斯巴里茨·隆格纳大佐的方案，军队发动了以派出新锐机“超做强扑灭战斗机 DO-N82”而应战的反攻作战。首领蜂们，用着那仅剩两架的战斗机向强大的机械化行星人进发。
在激烈的战斗的最后，首领蜂们成功地歼灭了机械化行星人。但是，从首领之口得出那些机械化行星人的正体是断绝了联系的第七星团舰队的消息，原来他们是想把首领蜂们干掉。然后首领派出了更强大的舰队，最终亲自驾驶着“最终鬼畜兵器”向首领蜂们袭来了。
首领蜂们付出了巨大的牺牲，在激战的最后击破了首领。另一方面，人口增长、环境污染、军备扩张等的社会问题也被这场战争讽刺般地解决了。首领的计划也许就是这件事，但现在也不得而知了。

## 关卡
正式的关卡名、中BOSS名尚不明确。
一面 BOSS 朱雀08
二面 BOSS 闪光
三面 BOSS 火光
四面 BOSS 雷光
五面 BOSS 岚光
六面 BOSS 龙光
2周目最终面 BOSS 蜂
真BOSS 火蜂

## 分数和关卡奖励
这部作品中存在有很多的奖励分，在如何维持、获得这些奖励分会在总分上产生相当大的不同。
自机
自机和前作相同，有三种。不过，可以选择射击强化和激光强化。
- 射击强化 - 除自机发射的普通弹变为二连装之外，选项的配置也略微丰富。即使不用连射手柄，用普通的A键也能达到最高射速。
- 激光强化 - 激光的威力增强了，耐久力低的普通敌人可以被直接贯穿。激光的转换会加速，而发射中的移动速度也不会怎么降低。此外自机周边产生的光晕也会变大。

此外，死掉后威力一般会回到初始状态，但是强化后只会回到上一级别。

得点系统（GPS）
基本的系统和前作相同，当同一个敌人时连击不会中断。此外，到断开为止的时间也能用血条进行视觉上的确认。敌人也以能连击的的途径进行了配置，在1面和3面以外的全部关卡都能从第一个敌人一直连击到最后一个敌人。
蜂ボーナス
前作と異なり、ステージ内の13個を全て取ると次ステージの蜂のスコアが増加するようになった。最終的には1個100万点まで増加する。

## 高难度的2周目
在本作品中，有只有在满足以下条件之一时才能挑战的2周目。
- 5,000万点以上
- 死亡回数是2次以内
- 4个关卡以上的蜂收集完美（各关卡内存在的13个蜂全都无失误回收）
- 最大HIT数
  - A-TYPE 270HIT以上
  - B-TYPE 300HIT以上
  - C-TYPE 330HIT以上

2周目主要内容有有敌弹的倍增、连击时间的延长、炸弹奖励分的增加、1周目没有的第7面、真BOSS“最终鬼畜兵器 蜂”及其第二形态“火蜂”的存在。特别是“火蜂”会经常发射足以覆盖全画面的敌弹，而且它在被炸弹击中时和玩家死亡后的无敌时间时，不会受到任何伤害。

## 关联项目
- 哥特是魔法少女（日语：ゴシックは魔法乙女） - 自机和最终鬼畜兵器以拟人化的姿态出场。